# Falkerslev
Falkerslev er en landsby på Falster, beliggende i Falkerslev Sogn ca. 6 kilometer sydvest for Stubbekøbing. Byen ligger i Guldborgsund Kommune og tilhører Region Sjælland. Falkerslev nævnes omkring år 1250 (Fulcarslef) og blev udskiftet i 1805. I landsbyen ligger Falkerslev Kirke og forsamlingshus. En skole blev nedlagt i 1973.
Tidligere lå her en hovedgård, der 1405-10 var ejet af væbner Jens Olufsen Lunge. Før dette var den ejet af biskop Niels Jakobsen Lunge og ridder Anders Jakobsen Lunge.